# Det romerske teater (Orange)
Det romerske teater i Orange (fransk: Théâtre antique d'Orange) er en ruin af et romersk amfiteater i byen Orange i det sydøstlige Frankrig i regionen Provence-Alpes-Côte d'Azur. Anlægget blev bygget i det første århundrede e.Kr.
Teateret er et af de bedst bevarede med intakt scenevæg og tribuner. Anlægget er 103 meter bredt, 37 meter dybt og kan have rummet mellem 6.000 og 10.000 tilskuere.
Det romerske provins Arausio blev grundlagt i 40 f.Kr. af legionærveteraner, og teateret havde en betydelig rolle i det romerske samfund. Efterhånden som romerrigets indflydelse svandt, blev det i 391 vedtaget at nedlægge det, også efter tilskyndelse fra kirken.
Sammen med det omkringliggende kulturlandskab og triumfbuen i Orange kom teateret i 1981 opført på UNESCOs verdensarvsliste . Anlægget ejes af byen og har siden 1869 været arena får en årlig operafestival: Chorégies d'Orange.